# تام تیلیس
تام تیلیس (انگلیسی: Thom Tillis؛ زادهٔ ۳۰ اوت ۱۹۶۰) سناتور ایالات متحده آمریکا از کارولینای شمالی است. او پیشتر ریاست مجلس نمایندگان کارولینای شمالی را برعهده داشت. تیلیس نامزد حزب جمهوریخواه در انتخابات سنای ایالات متحده در کارولینای شمالی در سال ۲۰۱۴ بود که در آن سناتور کی هیگن را شکست داد و به سنا راه یافت.